# Aplysiida
Aplysiidae (sin. Anaspidea)  red morskih puževa. Sastoji se od dvije natporodice, i dio je subterclassisa Tectipleura

## Natporodice
1. Akeroidea Mazzarelli, 1891
2. Aplysioidea Lamarck, 1809

## Vanjske poveznice
|  | Wikivrste imaju podatke o taksonu Aplysiida |